# Kanton Damazan
Der Kanton Damazan war von 1790 bis 2015 ein französischer Wahlkreis im Arrondissement Nérac, im Département Lot-et-Garonne und in der früheren Region Aquitanien.

## Geschichte
Der Kanton wurde am 4. März 1790 im Zuge der Einrichtung der Départements als Teil des damaligen "Distrikts Casteljaloux" gegründet. Mit der Gründung der Arrondissements am 17. Februar 1800 wurde der Kanton als Teil des damaligen Arrondissements Nérac neu zugeschnitten. Vom 10. September 1926 bis 1. Juni 1942 gehörte der Kanton zum Arrondissement Marmande.
Siehe auch: Geschichte des Departements Lot-et-Garonne und Geschichte des Arrondissements Nérac.
Der Kanton umfasste Wahlberechtigte aus folgenden elf Gemeinden:
| Gemeinde              | Einwohner Jahr | Fläche km² | Bevölkerungsdichte | Code INSEE | Postleitzahl |
| --------------------- | -------------- | ---------- | ------------------ | ---------- | ------------ |
| Ambrus                | 109 (2013)     | –          | – Einw./km²        | 47008      | 47160        |
| Buzet-sur-Baïse       | 1328 (2013)    | –          | – Einw./km²        | 47043      | 47160        |
| Caubeyres             | 244 (2013)     | –          | – Einw./km²        | 47058      | 47160        |
| Damazan               | 1300 (2013)    | –          | – Einw./km²        | 47078      | 47160        |
| Fargues-sur-Ourbise   | 355 (2013)     | –          | – Einw./km²        | 47093      | 47700        |
| Monheurt              | 210 (2013)     | –          | – Einw./km²        | 47177      | 47160        |
| Puch-d’Agenais        | 708 (2013)     | –          | – Einw./km²        | 47214      | 47160        |
| Razimet               | 298 (2013)     | –          | – Einw./km²        | 47220      | 47160        |
| Saint-Léger           | 158 (2013)     | –          | – Einw./km²        | 47250      | 47160        |
| Saint-Léon            | 312 (2013)     | –          | – Einw./km²        | 47251      | 47160        |
| Saint-Pierre-de-Buzet | 296 (2013)     | –          | – Einw./km²        | 47267      | 47160        |